# Оппенан
Оппена́н (фр. Oppenans) — коммуна во Франции, находится в регионе Франш-Конте. Департамент — Верхняя Сона. Входит в состав кантона Виллерсексель. Округ коммуны — Люр.
Код INSEE коммуны — 70395.

## География
Коммуна расположена приблизительно в 330 км к юго-востоку от Парижа, в 50 км северо-восточнее Безансона, в 18 км к востоку от Везуля.
По территории коммуны протекает небольшая река Лозен (фр. Lauzin).

## Население
Население коммуны на 2010 год составляло 54 человека.
| 1962 | 1968 | 1975 | 1982 | 1990 | 1999 | 2010 |
| ---- | ---- | ---- | ---- | ---- | ---- | ---- |
| 56   | 59   | 51   | 45   | 49   | 60   | 54   |

## Экономика
В 2010 году среди 36 человек трудоспособного возраста (15—64 лет) 24 были экономически активными, 12 — неактивными (показатель активности — 66,7 %, в 1999 году было 61,5 %). Из 24 активных жителей работали 20 человек (10 мужчин и 10 женщин), безработных было 4 (3 мужчины и 1 женщина). Среди 12 неактивных 2 человека были учениками или студентами, 5 — пенсионерами, 5 были неактивными по другим причинам.